# Melčice-Lieskové
Melčice-Lieskové este o comună slovacă, aflată în districtul Trenčín din regiunea Trenčín. Localitatea se află la altitudinea de 204 m deasupra n.m., se întinde pe o suprafață de 21,58 km2 și în 2017 număra 1.625 de locuitori.

## Istoric
Localitatea Melčice-Lieskové este atestată documentar din 1398.

## Demografie
| An:                | 1994 | 2004   | 2014   | 2024   |
| ------------------ | ---- | ------ | ------ | ------ |
| Număr de persoane: | 1541 | 1557   | 1619   | 1713   |
| Diferență:         |      | +1,03% | +3,98% | +5,80% |

| An:                | 2023 | 2024   |
| ------------------ | ---- | ------ |
| Număr de persoane: | 1719 | 1713   |
| Diferență:         |      | −0,34% |